# SmoothWall
Smoothwall es una distribución GNU/Linux que tiene como objetivo proporcionar un cortafuegos o firewall de fácil administración e instalación, administrable a través de una interfaz web.